# Kali yuga
Kali yuga (Devanagari: कलि युग, Sanskriet: kali yuga, tijdperk van Kali) (niet te verwarren met de godin Kālī), ook bekend als het Duistere Tijdperk, Tijdperk der Ontucht of ijzeren tijdperk is volgens het hindoeïsme de vierde en laatste van de cyclische tijdperken of yuga's.
Volgens de meeste interpretaties van hindoeteksten bevindt de aarde zich in kali yuga die gevolgd wordt door de eerste periode van de cyclus: satya yuga. Hoewel, anderen menen dat de aarde aan het begin staat van dwapara yuga. Dat laatste is te verklaren uit de interpretatie van eigenschap van de periode van ontbinding: laya (Sanskriet). In deze periode van rust en inactiviteit worden yuga's weer opnieuw doorlopen, maar in omgekeerde volgorde. Uiteindelijk begint dan weer een nieuwe cyclus met de gouden tijd satya yuga. 
Volgens de Surya Siddhanta begon laatste kali yuga om middernacht op 23 januari volgens de gregoriaanse kalender of 18 februari volgens de juliaanse kalender in het jaar 3102 v.Chr. Veel hindoes geloven dat dit het moment was waarop Krishna zijn lichaam verliet.
Hindoes geloven dat de mensheid geestelijk degenereert tijdens de gehele cyclus. In kali yuga het dieptepunt; het wordt meestal aangeduid als het Duistere Tijdperk omdat de mensheid dan het verst van het goddelijke periode (satya yuga) verwijderd is. De kali yuga wordt beheerst door Kali, de nemesis van Sri Kalki, de tiende en laatste avatara van de hindoegod Vishnoe. Volgens de Vishnoe Purana is hij een negatieve manifestatie van Vishnoe. De demon Kali moet niet worden verward met de godin Kali, de vrouwelijke kant van Shiva. Zij is de moedergodin en vernietigt al de demonen op het einde van de cyclus als de ontbinding plaatsvindt.
Tijdens deze laatste fase, ook in ethisch opzicht laagste fase, zijn de meeste mensen zich enkel bewust van de fysieke aspecten van het leven; de grootste nadruk ligt op materiële overleving. De relatie tussen mensheid en spiritualisme wordt voornamelijk bepaald door bijgeloof en gezag. Alleen het hindoeïsme zou nog een laatste lichtpuntje in deze duistere periode zijn, omdat de filosofische basis - het idealisme - een antwoord kan zijn op de filosofische overtuiging van het materialisme. Dit idealisme leeft voort in de overtuiging van velen in India dat de zintuiglijk ervaarbare wereld maya is. 
Enkele werken stellen dat niet alle varna's nog aanwezig zijn. Zo zouden er geen echte kshatriya's meer zijn. Andere werken stellen dat er nog slechts shudra's zijn. Zaken die eerder geoorloofd waren, maar in de kali yuga niet meer worden aangeduid als kalivarjya. Daaronder valt de ashrama van woudkluizenaar of vanaprastha.
Hindoes beschouwen de regels van dharma als een stier. Tijdens satya yuga, het eerste stadium van ontwikkeling, heeft de stier vier poten, waarvan hij er tijdens elk volgend stadium een verliest. Bij het aanbreken van het tijdperk van kali heeft de stier nog maar een poot.